# Franz Josef Strauß
Franz Josef Strauß (6. rujna 1915., München - 3. listopada 1988., Regensburg) bio je njemački konzervativni političar i predsjednik Slobodne Države Bavarske.
Strauß je bio 27 godina predsjednik Kršćansko-socijalne unije u Bavarskoj (CSU, njem. Christlich-Soziale Union in Bayern) i snažno je utjecao na gospodarski razvoj Bavarske. 

## Politička karijera
Godine 1948. postaje direktor stranke (njem. Landesgeschäftsführer), od 1949. – 1952. glavnim tajnikom, od 1953. predsjednikom Kluba zastupnika u Bavarskom parlamentu, a od 1961. do svoje smrti 1988. bio je predsjednik stranke. 
Pored stranačkih, obnašao je niz državnih dužnosti u Saveznoj Republici Njemačkoj i u Bavarskoj:
- 1953. – 1955. savezni ministar za posebne zadaće
- 1955. – 1956. savezni ministar za atomska pitanja
- 1956. – 1962. savezni ministar obrane
- 1966. – 1969. savezni ministar financija
- 1978. – 1988. ministar-predsjednik Slobodne Države Bavarske (Ministerpräsident)

## Kandidat za njemačkog kancelara
Godine 1980. na parlamentarnim izborima za njemački Bundestag bio je kandidat za kancelara CDU/CSU-a protiv socijaldemokratskog saveznog kancelara Helmuta Schmidta i osvojio 44,5% glasova, dok je SPD dobio 42,9%. No zbog sklapanja koalicije SPD-a s njemačkim liberalima FDP nije postao kancelar i ostao predsjednikom Bavarske.

## Političar Strauß
Franz Josef Strauß bio je odličan retoričar i neosporan autoritet u svojoj stranci. Imao je jasan konzervativan i oštar politički stav, zbog kojega su ga njemački ljevičari oštro napadali. Zbog afere njemačkog ljevičarskog političkog tjednika "Der Spiegel" morao je 1962. dati ostavku na dužnost ministra obrane.
Kao samosvjestan političar održavao je međunarodne i prijateljske kontakte s mnogim stranim državnicima, koje je koristio za ekspanziju bavarskih i njemačkih korporacija. Njegovom pragmatičnom vanjskom politikom pridonio je ulaskom njemačkih koncerna na tržišta u Kini, Bliskom istoku i na afričkom kontinentu.
Kao prvi zapadno-njemački političar susreo se 1975. na vlastitoj inicijativi s kineskim vođom Mao Zedongom i vodio razgovore u sklopu njegove posjete Narodnoj Republici Kini. 
Strauß je bio među glavnim promotorima osnivanja europskog proizvođača zrakoplova "Airbus". U znaku poštovanja prema njegovom angažmanu za bavarsku zračnu industriju, novo sagrađena zračna luka u Münchenu dobila je 1992. naziv po njemu (Flughafen München Franz Josef Strauß). 
U okolnostima podjeljene Europe podržao je nastojanja francuskog predsjednika Charles de Gaulle i njemačkog kancelara Konrad Adenauer o stvaranju njemačko-francuske unije za europsku sigurnosnu i obrambenu politiku. Strauß je zastupao stajalište da se transatlantski obrambeni koncept u okviru NATO-a treba ojačati europskim obrambenim savezom. 
Strauß je podržao Hrvatsku kao samostalnu državu i imao je kontakte s hrvatskim emigrantskim i domovinskim oporbenim političarima, među ostalim i s oporbenim prvakom i budućim predsjednikom hrvatske države Franjom Tuđmanom.

## Poveznice
- Kršćansko-socijalna unija (Njemačka)
- Bavarska

## Vanjske poveznice
- http://www.fjs.de Franz Josef Strauß - službene stranice o njegovom životu i djelu (na njemačkom)
- http://www.csu.de Christlich-Soziale Union in Bayern - stranice CSU-a